# Cyclothone acclinidens
Cyclothone acclinidens és una espècie de peix pertanyent a la família dels gonostomàtids que habita a les aigües tropicals i subtropicals de l'Atlàntic, l'Índic i el Pacífic; l'oceà Antàrtic (a prop de l'illa de Bouvet); el Pacífic oriental (la regió del corrent de Califòrnia) i el mar de la Xina Meridional. Va ser descrit per Samuel Garman el 1899. És inofensiu per als humans.
El mascle pot arribar a fer 3,6 cm de llargària màxima i la femella 6,5. Tenen 13-15 radis tous a l'aleta dorsal i 18-20 a l'anal. 30-32 vèrtebres. El seu color és marró clar, fosc o grisenc.
És un peix marí, mesopelàgic profund, oceanòdrom i batipelàgic que viu entre 0-4.416 m de fondària (normalment, entre 300 i 1.500) i entre les latituds 65°N-57°S i 180°W-180°E. Menja copèpodes durant la nit.
A Rússia és depredat per Epigonus elegans. És ovípar amb larves i ous planctònics.